# Superleague Formula
Superleague Formula è stata una competizione automobilistica nata ufficialmente nel 2008, con la prima gara svoltasi nel circuito di Donington Park, Gran Bretagna e conclusasi nel 2011.
Il campionato era composto da team sponsorizzati da squadre di calcio a livello internazionale.

## Storia

### Formato del campionato

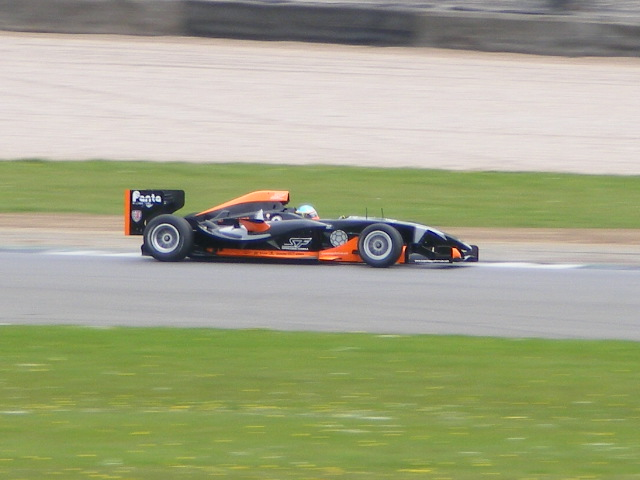
Giro di prova di una Superleague Formula a Donington Park.

Continuando il progetto iniziato con la Premier 1 Grand Prix, la Superleague Formula fu annunciata ufficialmente per la prima volta nel 2005, ricevendo l'approvazione della FIA nel dicembre dello stesso anno.
Il traguardo sarebbe stato quello di avere venti squadre sulla griglia di partenza, ognuna con la propria vettura. Per ridurre i costi per i team, gli sviluppi tecnologici per le vetture vevivano approvati di comune accordo e finanziati dalla Superleague Formula stessa.

### Formato di gara
Nella Superleague Formula il sabato era dedicato alle qualifiche, mentre di domenica si svolgevano le due manche, la seconda delle quali a griglia invertita. Per ogni round le squadre lottavano per guadagnare il premio di 1.000.000 €, oltre che per i punti in campionato.
- Sabato: prove libere e qualifiche
- Domenica: due gare (una a griglia invertita)
- Un'ora di gara a round
- Ogni weekend un jackpot per le squadre di 1.000.000 €

### Punteggio
Il campionato veniva assegnato a seconda dei punti di ogni pilota, che andavano di pari passo con le posizioni conquistate in ogni manche. il sistema di punteggi era il seguente:
| Posizione | 1° | 2° | 3° | 4° | 5° | 6° | 7° | 8° | 9° | 10° | 11° | 12° | 13° | 14° | 15° | 16° | 17° | 18° | 19° | 20° | 21° | 22° |
| Punti     | 50 | 45 | 40 | 36 | 32 | 29 | 26 | 23 | 20 | 18  | 16  | 14  | 12  | 10  | 8   | 7   | 6   | 5   | 4   | 3   | 2   | 1   |
| --------- | -- | -- | -- | -- | -- | -- | -- | -- | -- | --- | --- | --- | --- | --- | --- | --- | --- | --- | --- | --- | --- | --- |

A differenza della Formula 1, il pilota in ogni caso conquistava dei punti, bastava essere partiti dalla griglia di partenza. I punti erano gli stessi sia per la Gara 1 e sia per la Gara 2, ricordando che in Gara 2 le posizioni al via erano invertite.
Dal 2010 oltre alle due gare vi era anche la Super Finale riservata ai sei team col piazzamento migliore nelle due corse a griglia invertita. Ai piloti, al termine della gara, venivano assegnati i punti a seconda del seguente ordine di arrivo:
| Posizione | 1° | 2° | 3° | 4° | 5° | 6° |  |
| Punti     | 6  | 5  | 4  | 3  | 2  | 1  |  |
| --------- | -- | -- | -- | -- | -- | -- |  |

### Campioni
| 2008 | 6  | 11 | 25 | 18 | Beijing Guoan     | PSV               | Milan         | Davide Rigon  | Yelmer Buurman               | Robert Doornbos   |
| 2009 | 6  | 8  | 21 | 26 | Liverpool         | Tottenham Hotspur | FC Basel 1893 | Adrián Vallés | Craig Dolby                  | Max Wissel        |
| 2010 | 12 | 11 | 31 | 19 | R.S.C. Anderlecht | Tottenham Hotspur | FC Basel 1893 | Davide Rigon  | Craig Dolby                  | Max Wissel        |
| 2011 | 2  | 16 | 18 | 24 | Australia         | Giappone          | Lussemburgo   | John Martin   | Duncan Tappy Robert Doornbos | Frédéric Vervisch |

### Copertura televisiva
I tifosi nelle varie nazioni del mondo potevano seguire questa competizione su numerose emittenti:
- Gran Bretagna: Setanta Sports
- Svezia: Viasat Motor
- Spagna e Andorra: Cuatro TV
- Italia: SKY Italia
- Portogallo: TVI
- Brasile: Sportv
- Francia: Direct 8
- Paesi Bassi: RTL7
- Grecia: Alpha TV
- Cipro: MiVision
- Turchia: Show TV
- Medio Oriente: Abu Dhabi Sport
- Russia: 7TV

Per tutte le altre nazioni Eurosport 2 provvedeva con una copertura live delle gare del weekend, con un magazine specifico in prima serata ogni martedì.
In aggiunta la Superleague Formula era trasmessa anche sui canali delle squadre calcistiche di riferimento:
- Milan: Milan Channel
- Borussia Dortmund: BVB TV
- PSV: PSV TV
- Basilea: FCB Internet TV
- Anderlecht: RSCA TV
- Galatasaray: Galatasaray TV
- Rangers: Rangers TV
- Siviglia: Sevilla TV
- Corinthians: Corinthians TV
- Flamengo: Flamengo TV
- Olympiacos: Sport TV

La prima gara della Superleague Formula fu trasmessa in 62 paesi in tutto il mondo, con un massimo potenziale di 100 milioni di spettatori.

## Tecnologia

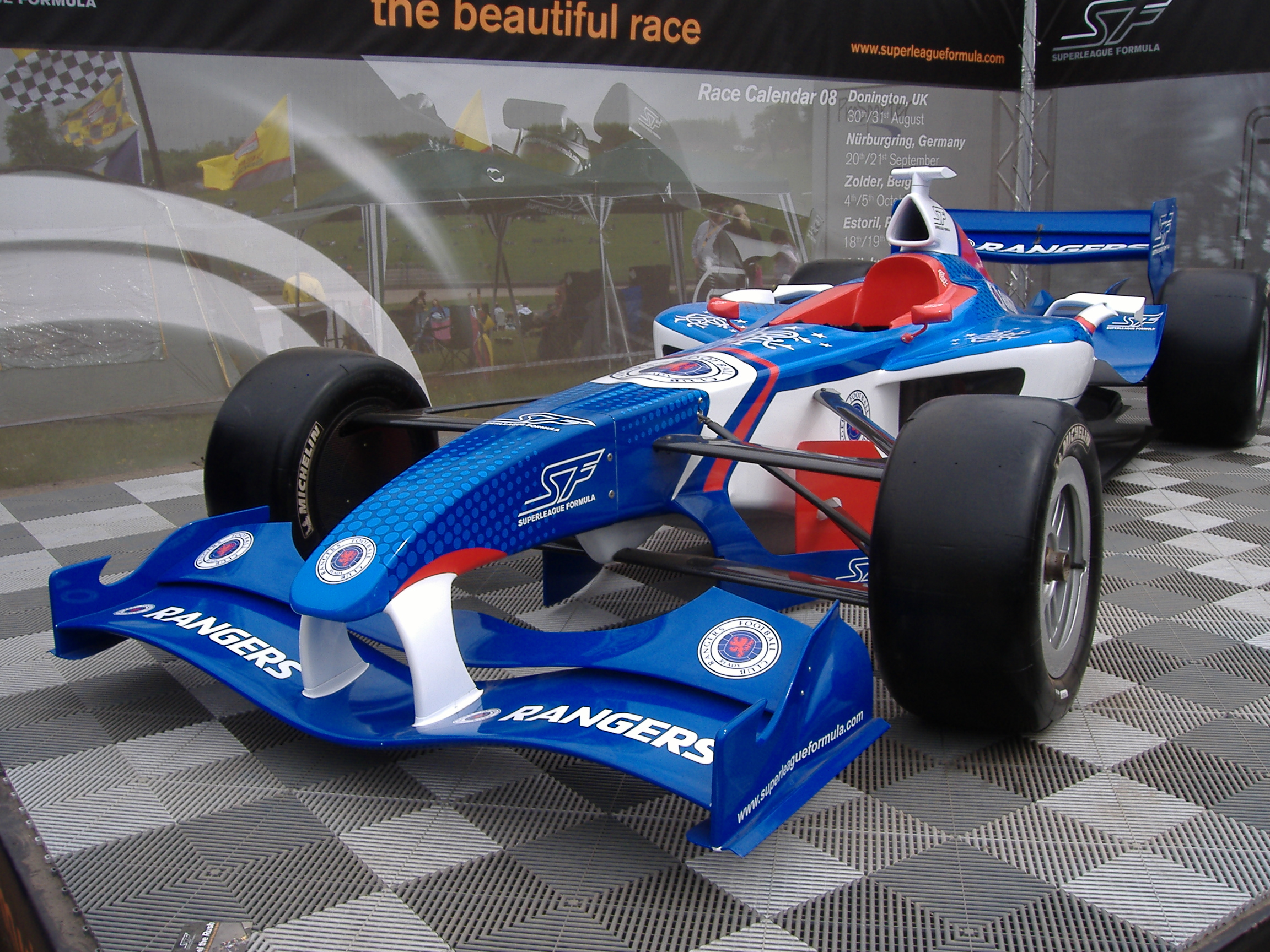
La vettura dei sul circuito di Donington Park.

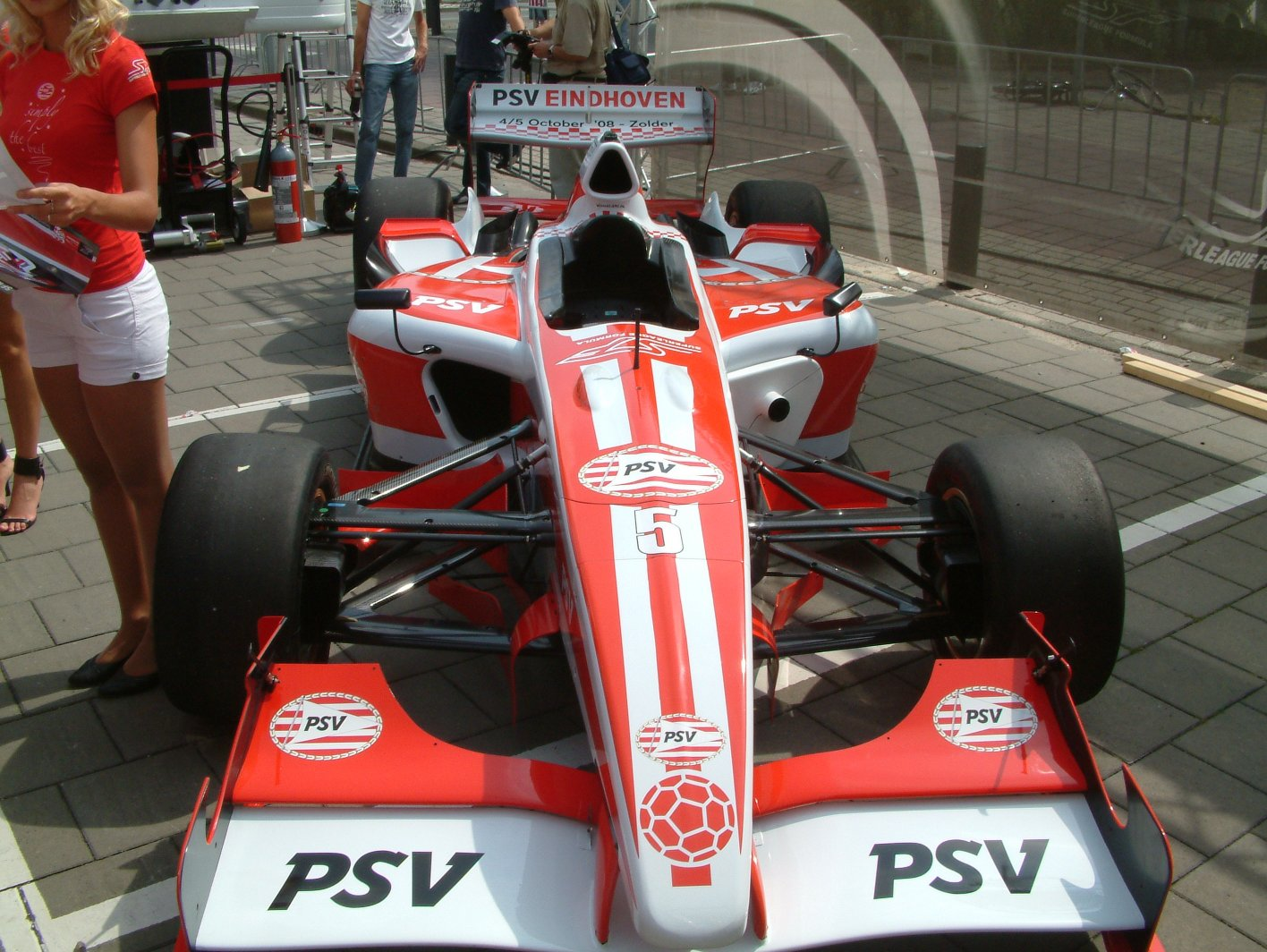
La vettura supportata dal.

La vettura è stata realizzata dalla Panoz, con il supporto della Élan Motorsport Technologies, e il suo nome ufficiale è Panoz DP09. La vettura dispone di 750 CV, ed è un V12 da 4.2 litri disegnato dalla US-owned Menard Competition Technologies. La Élan ha anche contribuito per la Panoz DP01, poi utilizzata in Champ Car e in altre competizioni.

### Dettagli della vettura
- Fibra di carbonio per maggior leggerezza e resistenza
- Appendici aerodinamiche per favorire velocità e sorpassi
- Cambio a sei velocità LSFA con rapporti semi-automatici
- Cruscotto realizzato dalla “SIGMA”
- Gomme Michelin ‘slick’ senza scanalature

### Dettagli del motore
- Numero di cilindri: 12
- Capacità: 4.2 Litri
- Configurazione: 60° disposti a V
- Peso: 140 kg
- Potenza massima: 750CV (560 kW) a 11.750 rpm
- Numero massimo di giri: 12.000
- Coppia massima: 510N·m  @ 9.500-10.500 rpm